# Josep Carner
Pour les articles homonymes, voir Carner et Oriol.
Œuvres principales
- Del Pròxim Orient

Josep Carner i Puig-Oriol, surnommé Pere de Maldar, né le 9 février 1884 à Barcelone (Espagne) et mort le 4 juin 1970  à Bruxelles (Belgique), est un poète, journaliste, dramaturge et traducteur espagnol d'expression catalane de la génération de 14. Également surnommé « prince des poètes catalans », c'est le représentant le plus important de la poésie du Noucentisme.

## Biographie
Josep Carner i Puig-Oriol entre en 1897 à l'université de Barcelone où il découvre le catalanisme. Il obtient une licence en droit et en philosophie. Il collabore alors aux revues Montserrat et L'Atlàntida et dirige de fait la revue Catalunya (1903-1905 puis 1913-1914) et Empori (1907-1908).
En 1911 il intègre la section philologique de l'Institut d'études catalanes, et collabore avec Pompeu Fabra à la normalisation et l'enrichissement de la langue catalane. Il écrit également une grande quantité de vers.
Au début du XXe siècle, il intègre La Veu de Catalunya, dans laquelle il écrit jusqu'à fin 1928. En 1915 il se marie avec la chilienne Carmen de Ossa (morte au Liban en 1935) dont il a deux enfants, Anna Maria et Josep.
Rénovateur de la poésie, de la langue et de la prose, il crée un nouveau style de journalisme politique. Avec Prat de la Riba au sein de la Généralité de Catalogne, il lutte pour la professionnalisation de la littérature catalane, qu'il considère comme adolescente. Après la mort de Prat de la Riba, en 1920, Carner se présente à un concours pour intégrer le corps consulaire, et en mars 1921 il intègre la carrière diplomatique, quitte la Catalogne pour Gênes avec toute sa famille, en tant que vice-consul d'Espagne. Il est en poste à Gênes, San José, Le Havre, Hendaye, Beyrouth, Bruxelles et Paris. Durant la guerre civile espagnole, il est l'un des rares diplomates à rester fidèle à la République. Cette position politique, ainsi que ses convictions catalanistes fermes, l'obligent à rester en exil en 1939 lors de la victoire franquiste. Il ne revint plus vivre en Catalogne.
Il se marie avec la professeur et critique littéraire belge Émilie Noulet en secondes noces et demeure en exil, d'abord au Mexique (1939-1945), où il exerce comme professeur au Collège de Mexico, puis en Belgique où il décède en 1970, peu après une brève visite en Catalogne. Il est enterré au cimetière de Montjuïc. Ses archives et sa bibliothèque personnelle sont consultables à la Bibliothèque de Catalogne.

## Œuvre

### Poésie
Josep Carner est surtout connu pour être le « prince des poètes », grâce à une œuvre qui mit la poésie catalane à la hauteur du reste de la poésie européenne de son temps, après une longue période de léthargie forcée où le catalan était oublié comme vecteur culturel. Il ré-exploita les trouvailles de ses maîtres précédents (spécialement de Jacint Verdaguer, Joan Maragall et des poètes de l'École Majorquine) en y apportant une grâce et un style incomparable. Ses poésies unissent la tradition littéraire européenne depuis les classiques de Francesco Petrarca jusqu'à la tradition catalane, en passant par l’œuvre des romantiques anglais et de la poésie didactique française du XVIIIe siècle, doublés d'un talent particulier qui lui permet d’asseoir une grande qualité linguistique et un style très personnel, faits de contemplation, de distance ironique, d'humilité franciscaine et de scepticisme quant à la condition humaine.
Le corpus poétiques de Carner a été établi par Jaume Coll est la suivante  :
- Llibre dels poetes (1904)
- Corones (1904)
- Primer llibre de sonets (1905)
- Els fruits saborosos (1906)
- Segon llibre de sonets (1907)
- La malvestat d'Oriana (1910)
- Verger de les galanies (1911)
- Les monjoies (1912)
- Auques i ventalls (1914)
- La paraula en el vent (1914)
- Bella terra, bella gent (1918)
- L'oreig entre les canyes (1920)
- La inútil ofrena (1924)
- El cor quiet (1925)
- Sons de lira i flabiol (1927)
- Els fruits saborosos (1928)
- El veire encantat (1933)
- Auques i ventalls (1935)
- La primavera al poblet (1935)
- Lluna i llanterna (1935)
- Bella terra, bella gent (1936)
- Nabí (1941)
- Tres diumenges (1946)
- Paliers (1950)
- Llunyania (1952)
- Arbres (1953)
- Œuvre complètes 1957 (recueil de poésie). Dans le recueil Poesia se trouve une section qui peut être considérée comme un livre indépendant Absència (Prix Lletra d'Or 1958) dont les thèmes récurrents sont l'exil et la patrie.
- Lligam (1961)
- Museu zoològic (1963)
- Bestiari (1964)
- Encís de Provença (1966)
- El tomb de en (1966)

### Jeux floraux
La liste des poèmes présentés aux jeux floraux de Barcelone est la suivante :
- Elevació (1899), premier accessit à la Viole d'or et d'argent[2]
- Vora'l foch. (1900), premier accessit à la Viole d'or et d'argent[3]
- Llàntia que s'apaga (1901), deuxième accessit à la Coupe Artistique
- Parelles (1902), prix extraordinaire
- Egloga (1902), premier accessit
- Agulles blaves (1902), premier accessit
- Retorn (1902), premier accessit
- La sacra espectació dels Patriarques (1903), prix de la Viole d'or et d'argent
- A la Mare de Deu del Pi (1903), deuxième accessit à la Viole d'or et d'argent
- Corones (1904), prix de la Viole d'or et d'argent
- La filla del Carmesí (1904), premier accessit à la fleur naturelle
- Estiueig (1904), accessit au prix extraordinaire de la mairie de Tarragone
- Llegenda del Montsant (1905), deuxième accessit à la fleur naturelle
- La estranya amor (1910), prix de la fleur naturelle[4]
- La casa màgica (1917) [5]
- Poemes de la Nit (El glatit misteriós i Perdut en mon jardí) (1922), prix extraordinaire des Mantenidors — Joya Monserdà[6]
- Musa rústica (1922) [7]
- Passades d'amor (1922) [8]
- La tardana serenada (1926) [9]
- El branc de les vuit fulles (1933), prix de la fleur naturelle
- Venus el dia dels morts (1933) [10]
- Represa. Els vots piadosos (1934) [11]

### Théâtre
- El giravolt de maig (1928)
- El Ben Cofat i l'Altre (1951)
- Cop de vent (1966)

### Prose
- L'idil·li dels nyanyos (1903)
- Les planetes del verdum (1918)
- Les bonhomies (1925)
- Tres estels i un ròssec (1927)

## Enregistrement
Nombre de musiciens ont mis en musique ses poèmes, dont le célèbre Canticel, présenté quatre fois dans un double disque qui réunit cinquante « cançons », dont certaines partitions en premières mondiales, pour ténor et piano (IBS Classics), interprétés par David Alegret & Fernández Aguirre.
Les compositeurs et titres présents sont : M. Blancafort (Aigües de la primavera), N. Bonet (Canticel), N. Freixas (Marion Delorme), A. De Larrocha (Cançó d’un doble amor), Ricardo Lamote de Grignon (Per una flor de romaní…), A. Massana, Federico Mompou (Cançoneta incerta), Xavier Montsalvatge (Quatre rimes), Joaquín Rodrigo (Canticel), J. Serra (Canticel), E. Toldrà (10 mélodies, dont Canticel), M. Valls (El gessamí i la rosa), J. Zamacois (Serenada d’hivern et Ve i va).